# Blumenavia angolensis
Blumenavia angolensis ist eine Pilzart aus der Familie der Stinkmorchelverwandten (Phallaceae).

## Merkmale
Zunächst erscheint Blumenavia angolensis in Form eines dunkelgrauen Hexeneis, das 4 cm groß wird. Bei Reife öffnet sich das Hexenei und es streckt sich das weiße, 5–10 cm große Receptaculum heraus, welches aus 3–5 schlanken, oben zu einem Bogen verschmolzenen Säulen zusammengesetzt ist. Die Säulen haben eine glatte Außenseite, an der keine Furche entlangläuft und sind im Querschnitt fast dreieckig bis viereckig. Die übelriechende Sporenmasse (Gleba) befindet sich auf speziellen Sporenschleim-Strukturen, den sog. „Glebiferen“, die das obere Viertel oder ein Drittel der Säuleninnenflächen überziehen.
Die Sporen werden 3-3,5 µm × 1,5 µm groß.

## Verbreitung
Das Verbreitungsgebiet von Blumenavia angolensis liegt in Afrika (Angola, Tansania, Südafrika), Südamerika (Brasilien) und auf den Karibischen Inseln (Trinidad, Puerto Rico). In Texas wurde Blumenavia angolensis eingeführt.

## Ökologie
Bei Blumenavia angolensis handelt es sich um einen Saprobionten, der einzeln oder in kleinen Gruppen auf nährstoffreichen Böden und Pflanzenresten, wie Laub und Totholz, wächst. In Houston, Texas konnte die Art im McAshan Arboretum des Memorial Park gefunden werden.

## Bedeutung
Blumenavia angolensis ist, aufgrund des üblen Geruchs, als Speisepilz nicht zu empfehlen.

## Nachweise
- Texas Mushrooms (Susan Metzler, Van Metzler & Orson K. Miller Jr.) ISBN 0-292-75125-7
- Vargas-Rodriguez; Y.L.; Vázquez-García, J.A. (2005) Blumenavia toribiotalpaensis: a new species of Clathraceae from Jalisco, Mexico. Mycotaxon 94: 7-12. Mycotaxon: Vergleich der 3 beschriebenen Arten
- Mycobank